# Ängraån
Ängraån este o arie protejată (arie specială de conservare — SAC, sit de importanță comunitară — SCI) din Suedia întinsă pe o suprafață de 280,4 ha, integral pe uscat.

## Localizare
Centrul sitului Ängraån este situat la coordonatele 61°56′25″N 15°15′58″E / 61.9402°N 15.266°E.

## Înființare
Situl Ängraån a fost declarat sit de importanță comunitară în ianuarie 1998 pentru a proteja 3 specii de animale. Situl a fost protejat și ca arie specială de conservare în martie 2011.

## Biodiversitate
Situată în ecoregiunea boreală, aria protejată conține 4 habitate naturale: Păduri caducifoliate de mlaștină fino-scandinave, Râuri naturale fino-scandinave, Mlaștini turboase de tranziție și turbării mișcătoare, Taiga vestică.
La baza desemnării sitului se află mai multe specii protejate:
- mamifere (1): vidră de râu (Lutra lutra)
- nevertebrate (1): Margaritifera margaritifera
- pești (1): zglăvoacă (Cottus gobio)